# Vlag van Leuvenum

Dorpsvlag Leuvenum

De vlag van Leuvenum is de dorpsvlag van de Nederlandse buurtschap Leuvenum. De vlag bestaat uit een donkergroen veld met drie gele verticale banen. Kenmerkend voor het landgoed zijn de boerderijen met de kleuren van Leuvenum op de luiken: donkergroen met gele biezen, de oude enkwal die de vroegere buurtschap omgaf, het omgrachte bosterrein van het verdwenen Huis te Leuvenum (achter uitspanning "De Zwarte Boer"), het huidige Huis te Leuvenum en de afwisseling op de enk van bouwland en oude houtwallen.
Acquoy
· Beekbergen-Lieren
· Beemte Broekland
· Bemmel
· Bennekom
· Bredevoort
· Deil
· Doornenburg
· Ederveen
· Elden
· Emst
· Enspijk
· Epse
· Gameren
· Gellicum
· Groenlo
· Harskamp
· Herwijnen
· Heukelum
· Heveadorp
· Hoenderloo
· Kerkdriel
· Klarenbeek
· Kootwijkerbroek
· Laag-Keppel
· Lathum
· Leuvenum
· Loenen
· Loil
· Meteren
· Netterden
· Oosterhuizen
· Radio Kootwijk
· Rumpt
· Schaarsbergen
· Spijk
· Stroe
· Teuge
· Uddel
· Ugchelen
· Vaassen
· Vierhouten
· Voorthuizen
· Vredenburg/Kronenburg